# فرودگاه کان
فرودگاه کان (به انگلیسی: Conn Aerodrome) یک فرودگاه خصوصی است که یک باند فرود چمن دارد و طول باند آن ۱۰۰۶ متر است. این فرودگاه در کشور کانادا قرار دارد و در ارتفاع ۵۰۵ متری از سطح دریا واقع شده‌است.